# Supplikant (Computer)
Der WPA-Supplicant (englisch supplicant: Bittsteller) [Unix-Bezeichnung: wpa_supplicant] ist eine Software für Linux, BSD, AROS und Windows, welche die im WPA-Standard definierte Rolle des Supplicanten wahrnimmt. Er ist somit für den Verbindungsaufbau zu einem Drahtlosnetzwerk (Wireless LAN) mitverantwortlich.
Der Supplicant ist für den Client-Teil des Schlüsselaustausches zuständig. Der Wireless Access Point verlangt vom Supplicanten, dass dieser sich authentisiert.
Zur Authentifizierung existieren eine ganze Reihe von Protokollen, welche von der Hardware und Software sowohl auf der Client-Seite als auch auf dem Access-Point unterstützt werden müssen. Der wpa_supplicant unterstützt WEP-, WPA-, WPA2- und WPA3-verschlüsselte und unverschlüsselte WLANs.